# 教宗波尼法爵二世
教宗博義二世（拉丁語：Bonifacius PP. II；？—532年10月17日）於530年9月20日（或同年9月22日）至532年10月17日為教宗。

## 譯名列表
- 博義二世、博义二世：香港天主教教區檔案　歷任教宗。
- 波尼法爵二世：天主教香港教區禮儀委員會：禧年專頁 （页面存档备份，存于）、廣播電台。
- 卜尼法斯二世：《大英簡明百科知識庫》2005年版[永久]、中國大百科智慧藏[永久]、《世界人名翻譯大辭典》1993年版。
- 朋尼非斯二世：國立編譯舘[永久]。
- 博尼法斯二世：《世界人名翻譯大辭典》1993年版。
- 博尼費斯二世、博尼费斯二世：《世界人名翻譯大辭典》1993年版。
- 博尼費切二世、博尼费切二世：《世界人名翻譯大辭典》1993年版。